# Fro (film)
Fro (Фро) è un film del 1964 diretto da Rezo Parmenovič Ėsadze.